# Josep Ciurana i Maijó
Josep Ciurana i Maijó (Torroja, Priorat, 1878 - Barcelona 1960) va ser un escriptor i polític català.
Als 4 anys, la seva família es traslladà a Reus, on va cursar els estudis primaris i el batxillerat. Es llicencià en Filosofia i Lletres a la Universitat de Barcelona i guanyà la càtedra de literatura a l'Institut d'Albacete, més tard obtingué la càtedra a l'Institut de Lleida i després als instituts barcelonins Menéndez y Pelayo, Milà i Fontanals i Joan Maragall. Va ser fundador i primer director dels dos darrers. Guanyà la càtedra a Reus, on anà a viure el 1915. Col·laborador periodístic en diaris de tendència catòlica i dretana, va ser director del Semanario Católico de Reus des del 1901, i el 1911 va ser-ho del Diario de Reus, també d'ideologia conservadora.
Amb molta facilitat per l'escriptura, va dedicar-se a la novel·la, amb uns 22 títols, dels que potser destaca Reusenca (Reus: Tip. Sanjuán Germans, 1909), i obres de teatre, que es representaven majoritàriament al teatre del Patronat Obrer de sant Josep de Reus. També va publicar diversos llibres relacionats amb les assignatures que impartia als instituts: d'història de la literatura, de preceptiva literària i de gramàtica. La seva obra poètica, també abundant, es publicà a la Revista del Centre de Lectura. Va ser alcalde de Reus en dues ocasions. Tenia la creu de cavaller del Reial i Distingit Orde de Carles III, i també la Creu del Mèrit Civil
La ciutat de Barcelona li dedicà un carrer al Guinardó, segons consta al Nomenclàtor.